# Messua latior
Messua latior là một loài nhện trong họ Salticidae.
Loài này thuộc chi Messua. Messua latior được Carl Friedrich Roewer miêu tả năm 1955.